# Poa saxicola
Poa saxicola är en gräsart som beskrevs av Robert Brown. Poa saxicola ingår i släktet gröen, och familjen gräs. Inga underarter finns listade i Catalogue of Life.